# Jožica Narat
Jožica Narat, slovenska jezikoslovka, * 11. februar 1954, Maribor

## Življenje in delo
Jožica Narat je bila rojena 11. 2. 1954 v Mariboru, sedaj živi v Grosuplju. Leta 1982 je diplomirala iz slovenskega jezika s književnostjo  na Oddelku za slovanske jezike in književnosti in iz primerjalne književnosti na Oddelku za primerjalni književnost in literarno teorijo na Filozofski fakulteti v Ljubljani. Leta 1985 se je stalno zaposlila na  Znanstvenorazikovalnem centru Slovenske akademije znanosti in umetnosti, in sicer na  Inštitutu za slovenski jezik Frana Ramovša. Leta 1990 je magistrirala z nalogo Sinonimi v jeziku Jurija Dalmatina (izvor, pomenske in stilistične funkcije). Leta 2000 je doktorirala z nalogo Semantika samostalnika v jeziku Jurija Dalmatina in Jurija Japlja. Upokojila se je leta 2019.
Jožica Narat je raziskovalka pri zgodovinskem slovarju knjižne slovenščine iz 16. stoletju. Njena raziskovalna področja so jezikoslovje, leksikologija in zgodovina jezika. 
Eno izmed večjih njenih dosežkov je soavtorstvo in sodelovanje pri pripravi del za slovar jezika slovenskih protestantskih piscev iz 16. stoletja. Besedje slovenskega knjižnega jezika 16. stoletja, kjer je jezikoslovka sodelovala pri nastanku, je izšel leta 2006 (na osnovi biblijskih besedil) in 2011 (na osnovi vseh besedil slovenskih protestantskih piscev). 

## Izbrane publikacije
Bibliografija Jožice Narat obsega 123 publikacij oz. njenih del in sodelovanj. Preizkusila se je v sledečih vlogah: 
- avtorice izvirnih znanstvenih člankov,
- pregledovalke znanstvenih člankov,
- avtorice strokovnih, poljudnih člankov,
- avtorice objavljenih znanstvenih, strokovnih prispevkov na konferencah,
- avtorice objavljenih povzetkov strokovnih prispevkov na konferencah,
- avtorice samostojnih strokovnih, znanstevnih sestavkov ali poglavij v monografski publikacij,
- avtorice strokovnega, znanstvenega sestavka v slovarju, enciklopediji ali leksikonu,
- avtorice recenzije, prikaza knjige, kritike
- avtorice polemike, diskusijskega prispevka, komentarja,
- avtorice znanstvene monografije
- sekundarnega avtorstva (urednica, prevajalka, avtorica dodatnega besedila, fotografinje, korektorice, recenzentke in lektorice).

Najpogosteje je Jožica Narat sodelovala z ostalimi vidnimi slovenskimi jezikoslovci, ki se ukvarjajo z deli slovenskih protestantskih piscev, med drugimi z  Kozmo Ahačičem,  Majdo Merše in drugimi. 

### Slovar slovenskega knjižnega jezika 16.stoletja
- Ahačič, Kozma, Čepar, Metod, Jelovšek, Alenka, Legan Ravnikar, Andreja, Merše, Majda, Narat, Jožica, Novak, France, Premk, Francka, Ahačič, Kozma (glavni urednik), Čepra, Metod (glavni urednik), Jelovšek, Alenka (glavni urednik), Legan Ravnikar, Andreja (glavni urednik), Merše, Majda (glavni urednik), Narat, Jožica (glavni urednik), Novak, France (glavni urednik). Slovar slovenskega knjižnega jezika 16. stoletja. A-D. 1. izd. Ljubljana: Založba ZRC, ZRC SAZU, 2021. 753 str. Zbirka Slovarji. (COBISS) [4]